# Robotron 2084
Robotron: 2084 (também conhecido como Robotron) é um jogo eletrônico  de shoot'em up de 1982 para arcade, produzido pela companhia Vid Kidz e lançado pela Williams Electronics. A história do jogo se passa no ano de 2084, no mundo fictício onde robôs se rebelaram contra os humanos. A missão de um herói é salvar os humanos que restam. 

O jogo é convertido em várias plataformas, incluíndo Atari 5200, Atari 7800, Apple IIe, Commodore 64 e TI-99/4A.